# 志筑村
志筑村（しづくむら）は茨城県新治郡にかつて存在した村である。

## 地理
- 現在のかすみがうら市の北西部、旧千代田町の北部に位置する。
- 村域の西部の一部は山がちな地形で、その他は台地と平地が入り組む谷戸が多い地形になっている。
- 村内には霞ヶ浦の支流恋瀬川が流れる。

## 歴史
村名はかつて存在した志筑郷と志筑藩に由来する。

### 村域の変遷
- 1889年（明治22年）4月1日 - 町村制施行により、上志筑村・中志筑村・下志筑村・横掘村・大峰村・五反田村・高倉村・粟田村が合併し新治郡志筑村が発足。
- 1954年（昭和29年）3月20日 - 新治村・七会村と合併し千代田村が発足。同日志筑村廃止。

変遷表
| 1868年 以前 | 1868年 以前 | 明治22年 4月1日 | 昭和29年 3月20日 | 平成4年 1月1日 | 平成17年 3月28日 | 現在           |
| ----------- | ----------- | --------------- | ---------------- | -------------- | ---------------- | -------------- |
|             | 上志筑村    | 志筑村          | 千代田村         | 町制           | かすみがうら市   | かすみがうら市 |
|             | 中志筑村    | 志筑村          | 千代田村         | 町制           | かすみがうら市   | かすみがうら市 |
|             | 下志筑村    | 志筑村          | 千代田村         | 町制           | かすみがうら市   | かすみがうら市 |
|             | 横掘村      | 志筑村          | 千代田村         | 町制           | かすみがうら市   | かすみがうら市 |
|             | 大峰村      | 志筑村          | 千代田村         | 町制           | かすみがうら市   | かすみがうら市 |
|             | 五反田村    | 志筑村          | 千代田村         | 町制           | かすみがうら市   | かすみがうら市 |
|             | 高倉村      | 志筑村          | 千代田村         | 町制           | かすみがうら市   | かすみがうら市 |
|             | 粟田村      | 志筑村          | 千代田村         | 町制           | かすみがうら市   | かすみがうら市 |

## 大字
- 上志筑（かみしづく）
- 中志筑（なかしづく）
- 下志筑（しもしづく）
- 横掘（よこぼり）
- 大峰（おおみね）
- 五反田（ごたんだ）
- 高倉（たかくら）
- 粟田（あわだ）

## 人口・世帯

### 人口
総数 [単位： 人]
| 1891年（明治24年） | 2,260 |
| 1920年（大正 9年） | 2,672 |
| 1950年（昭和25年） | 3,406 |

### 世帯
総数 [単位： 世帯]
| 1920年（大正 9年） | 513 |
| 1950年（昭和25年） | 576 |